# Premenstruační syndrom
Premenstruační syndrom (také zvaný premenstruační stres či premenstruační tenze, zkratka PMS) je souhrn fyzických, psychologických a emocionálních symptomů týkajících se ženského menstruačního cyklu. Zatímco některými z těchto premenstruačních symptomů je v dětství postižena většina dívek (okolo 80–95 procent), dospělé ženy mohou zažívat symptomy, které jim značným způsobem znepříjemňují některé aspekty života. Tyto symptomy jsou předvídatelné a objevují se pravidelně během dvou týdnů před menstruací. Jakmile začne krvácení, tyto symptomy zmizí. Okolo 14 procent žen ve věku 20 až 35 let je jimi tak zasaženo, že jim zabraňují pracovat či studovat. U některých žen jsou tyto příznaky tak silné, že jsou považovány za postižené. Tato forma PMS se nazývá premenstruační dysforická porucha (PMDD).

## Příznaky PMS
- nesoustředěnost, únava
- tlak v podbřišku a křeče
- úzkost, přecitlivělost a návaly pláče
- negativní emoce, psychické vypětí
- podrážděnost, náladovost, zlost a vztek
- změna sexuální touhy
- bolesti hlavy a kloubů, svalové křeče
- zvětšení a zvýšená citlivost prsou, bolestivé bradavky
- zvýšená chuť k jídlu, především chuť na sladké, nadměrná žízeň
- otoky kotníků a prstů
- zvýšená potřeba spánku
- zhoršení akné